# Tiroteio da Universidade da Carolina do Norte em Charlotte
O tiroteio na Universidade da Carolina do Norte em Charlotte foi um tiroteio em uma escola que aconteceu na Universidade da Carolina do Norte em Charlotte em 30 de abril de 2019. O evento, ocorrido no último dia de aula do semestre da primavera, mandou seis pessoas ao hospital, duas delas já mortas à chegada, e deixou outras três em estado crítico. O tiroteio ocorreu dentro de uma sala de aula no Edifício Woodford A. Kennedy. O perpetrador, um ex-aluno da UNCC chamado Trystan Andrew Terrell, foi preso pouco depois. Em setembro de 2019, ele se confessou culpado dos assassinatos e foi condenado à prisão perpétua sem possibilidade de liberdade condicional.

## Eventos
O tiroteio ocorreu durante o último dia de aula do semestre da primavera, por volta das 17:40 de acordo com funcionários da universidade.  Naquela época, o atirador entrou na Sala 236 no Edifício Kennedy, onde aproximadamente 60 alunos matriculados em "Ciência, Tecnologia e Sociedade", um curso de estudos liberais sobre antropologia e filosofia da ciência, estavam fazendo suas apresentações finais em grupo. A sala de aula, com piso nivelado e 14 mesas separadas foi projetada para acomodar aproximadamente 100 alunos  e tinha uma entrada frontal e uma traseira O instrutor do curso foi o professor de antropologia Adam Johnson.
A primeira apresentação começou por volta das 17:33, com cada grupo sendo designado para produzir um vídeo de 10 minutos sobre o tema escolhido.. De acordo com Johnson, que estava sentado a uma mesa tomando notas e não ouviu uma porta se abrir, o atirador então "irrompeu" na sala de aula pela esquerda da sala e abriu fogo com uma pistola. De acordo com Al-Ramadhan o atirador abriu a porta da frente e sorriu antes de disparar sua arma ao acaso, sem demonstrar nenhuma outra reação. Enquanto a sala de aula se esvaziava em pânico, Johnson moveu-se rapidamente em direção à outra porta e a manteve aberta para permitir que seus alunos saíssem. Parando para ajudar um aluno que havia caído, ele levou alguns de seus alunos a um escritório do departamento de antropologia em Barnard Hall localizado a leste do Edifício Kennedy. Eles se barricaram dentro do escritório, após o que o chefe do departamento de antropologia ligou para o 911.  Outros estudantes que escaparam se abrigaram no Prospector Hall, ao norte de Kennedy, enquanto outros se abrigaram em seus veículos ou em suas residências. Enquanto o atirador continuava atirando, a estudante Riley Howell o agarrou e o derrubou no chão enquanto gritava "vai, vai, vai!" para seus colegas de classe, de acordo com Al-Ramadhan.   Howell, cujas ações deram a outros alunos tempo para escapar da sala sem ferimentos   foi baleado pelo menos três vezes, com a bala final, que o matou, entrando em sua mandíbula pela orelha direita e viajando para dentro seu cérebro. O atirador posteriormente disse aos detetives da polícia que o ataque de Howell o fez parar de atirar Depois que o atirador esvaziou sua arma, ele "... largou a arma e sentou-se no chão" de acordo com Johnson.  O atirador  então respondeu a uma vítima que lhe pediu para parar de atirar  afirmando "Terminei".
A polícia UNC Charlotte registrou o relatório inicial do tiroteio às 14:43 da tarde. Às 17:50 o Escritório de Gerenciamento de Emergências da UNC Charlotte alertou os alunos no Twitter, dizendo "Tiros relatados perto de Kennedy. Corra, se esconda, lute. Proteja-se imediatamente." No momento em que o tiroteio foi relatado, o chefe da polícia da UNC Charlotte, Jeff Baker, e cerca de 14 de seus oficiais estavam revisando os planos de segurança para um show do Waka Flocka Flame programado para acontecer no campus naquela noite; de acordo com Baker: "quando ouvimos esse chamado, todos convergimos para o Edifício Kennedy quase imediatamente". O sargento de polícia da UNC Charlotte, Richard Gundacker, foi o primeiro dos policiais a entrar no prédio. De acordo com uma declaração apresentada a um magistrado, Gundacker entrou na Sala 236 e gritou para os sobreviventes identificarem o atirador, que então se identificou. Gundacker que antes de ingressar na UNC Charlotte havia se aposentado do Departamento de Polícia de Nova York em 2015 como um detetive, foi capaz de desarmar o atirador recuperando a pistola Glock que ele havia usado junto com vários pentes de armas em um preto Bolsa de couro.
Equipes do Corpo de Bombeiros de Charlotte chegaram ao local às 17:45 da tarde e imediatamente começaram a cuidar de pacientes com balas. Mais de 75 funcionários do Corpo de Bombeiros de Charlotte convergiram para o local em menos de 15 minutos, incluindo mais de 15 bombeiros de Unidade Tática Especial (PAC). Ambulâncias da Mecklenburg EMS Agency (MEDIC) chegaram ao local às 17:55 da tarde. O atirador foi preso às 17:44. A SWAT do Departamento de Polícia de Charlotte-Mecklenburg, em conjunto com as Unidades Táticas Especiais do Corpo de Bombeiros de Charlotte, protegeu os edifícios no campus às 18:35 da tarde, com o suspeito atirador identificado como um estudante do sexo masculino na UNCC às 18:55 . O governador Roy Cooper foi informado sobre o tiroteio às 19:11 . As 19:30 o atirador então identificado como Trystan A. Terrell foi levado para a Cadeia de Charlotte-Mecklenburg com o CMPD declarando o campus seguro às 19h40.  A UNC Charlotte permaneceu em bloqueio até por volta das 22:51. O Departamento de Polícia UNC de Charlotte, o Departamento de Polícia de Charlotte-Mecklenburg e o Escritório de Gerenciamento de Emergências de Charlotte-Mecklenburg estabeleceram um centro de reunificação familiar em Harris Teeter na University City.

## Vítimas
Mortos:
- Ellis Parlier (Midland, North Carolina)
- Riley Howell (Waynesville, North Carolina)

Feridos:
- Drew Pescaro (Apex, North Carolina)
- Rami Al-Ramadhan (Saihat, Saudi Arabia) (international student)
- Emily Houpt (Charlotte, North Carolina)
- Sean DeHart (Apex, North Carolina, formerly of Shelton, Connecticut)

Houve seis vítimas do tiroteio, todos estudantes atuais. Os dois estudantes mortos eram Ellis Parlier, de 19 anos, e Riley Howell, de 21 anos. Os outros feridos foram Drew Pescaro, de 19 anos, Sean DeHart, de 20, Rami Al-Ramadhan, de 20, e Emily Houpt, de 23 anos.   Os quatro estudantes feridos foram hospitalizados, e três foram submetidos a cirurgia. Al-Ramadhan foi atingido por duas balas, uma roçando um braço e outra acertando seu estômago; Pescaro foi atingido por uma bala que entrou em suas costas a cerca de um centímetro de sua coluna e perfurou seu abdômen, errando por pouco seu estômago e fígado.
Parlier era de Midland e graduado pela Central Academy of Technology and Arts . Howell era de Waynesville e se formou na TC Roberson High School, onde correu cross country e jogou no time de futebol. Howell formou-se em estudos ambientais na UNC Charlotte. De acordo com sua família, ele sonhava em se tornar um bombeiro e adiar a escola militar para a faculdade. Al-Ramadhan é um estudante internacional de Saihat que estuda engenharia.  A família de Al-Ramadhan na Arábia Saudita foi notificada do tiroteio. DeHart se formou na Cardinal Gibbons Catholic High School em Raleigh . Pescaro, da Apex, formou-se na Middle Creek High School em Cary e está estudando comunicação na UNC Charlotte. Ele é redator esportivo do jornal estudantil, assistente de vídeo do time de futebol e co-apresentador do programa de entrevistas esportivas Fans with Attitude, da UNCC. Houpt, natural de Charlotte, formou-se em estudos globais na UNC Charlotte e foi estagiária no The Worlds Affairs Council of Charlotte.
Howell, que era um cadete do Reserve Officer Training Corps, foi enterrado com todas as honras militares e uma guarda de honra em 5 de maio. Mais de 1.000 pessoas compareceram ao funeral de Howell no Lago Junaluska, perto de sua cidade natal, Waynesville. Howell também foi condecorado postumamente com a Medalha ROTC de Heroísmo e com o Prêmio de Honra de Cidadão da Sociedade da Medalha de Honra do Congresso, assim como um Coração Púrpura e uma Estrela de Bronze que foram entregues a sua família. Em dezembro de 2019, a publicação Star Wars: The Rise of Skywalker - O Dicionário Visual incluiu "Mestre Jedi e historiador Ri-Lee Howell."
O chanceler Phillip Dubois disse que a universidade concederá a Howell e Parlier "diplomas in memoriam" no início da primavera, com uma cerimônia de apresentação especial para Houpt, que deve se recuperar o suficiente para comparecer pessoalmente.

## Autor
Trystan Andrew Terrell (nascido em 6 de junho de 1996)  é um ex-aluno de história da UNC Charlotte que se retirou da universidade em 14 de fevereiro de 2019. Nascido no Texas e eleitor registrado no condado de Mecklenburg, ele não tinha antecedentes criminais na Carolina do Norte ou no Texas. A polícia da UNC Charlotte disse que não o havia notado como uma ameaça potencial antes do tiroteio. Ele era inativo nas redes sociais e havia comprado legalmente a arma que supostamente usava.
Terrell se mudou para a Carolina do Norte com sua família em 2014, de acordo com seu avô Paul Rold, de Arlington, Texas. Ele passou seus anos de ensino médio em um bairro de classe média em Mansfield, Texas, onde estudou na Mansfield High School.  De acordo com Rold, Terrell e seu pai Craig, que havia aceitado um emprego como auditor para o governo da cidade de Charlotte, se mudaram para Charlotte para um novo começo e um novo ambiente.  Sua mãe, Robyn Ann, que morou em Mansfield de 1999 até sua morte de câncer de mama em dezembro de 2011, havia trabalhado como educadora paraprofissional no distrito escolar de Mansfield.  Os ex-vizinhos de Terrell disseram que ele ficou arrasado com a morte de sua mãe e que a família se mudou porque Terrell queria mudar de cenário.  Ele tem uma irmã mais velha que mora em Baltimore .
Rold descreveu seu neto como autista e socialmente reservado. Ele disse que Terrell sonhava em trabalhar na América do Sul e aprendeu francês e português sozinho com a ajuda de um programa de aprendizagem de línguas que Rold comprou para ele. De acordo com Rold, seu neto nunca demonstrou interesse em armas de fogo ou outras armas, e que as ações de Terrell eram de "alguém estranho para mim. Isso não está em seu DNA. "  Ele ainda disse que seu neto criticava a cultura americana de armas, dizendo que era muito fácil para as pessoas obterem armas de fogo nos Estados Unidos, e que seu neto havia mencionado especificamente a repressão às armas na Nova Zelândia após os tiroteios na mesquita de Christchurch . Rold descreveu seu neto como "não borbulhante e efervescente, mas tímido, quieto, estudioso, não atlético", embora tenha tentado introduzir seu neto ao beisebol e ao golfe, sem sucesso.  Rold disse que culpou as leis frouxas sobre armas por tornar as armas de fogo muito fáceis de obter e que, se seu neto "não tivesse conseguido uma arma, isso nunca teria acontecido".  Ele não acreditava que o neto tivesse uma doença mental que o levasse à violência, "mas eu não sou psicólogo. Você nunca teria acreditado que isso pudesse ter acontecido, que ele teria feito algo assim. "
Do outono de 2015 até a primavera de 2018, Terrell foi matriculado no Central Piedmont Community College, onde estudou para um grau de associado em ciências. Transferindo-se para a UNC Charlotte no outono de 2018, ele se matriculou em três cursos universitários para o semestre da primavera de 2019, incluindo Johnson's, e assistiu às aulas na sala onde cometeu o tiroteio.  Segundo Johnson, entre a inscrição e a desistência do curso, Terrell "se envolveu com o material do curso" e "fez perguntas sobre as aulas, respondeu às perguntas que eu fiz para a turma. Foi completamente típico. "  Cooper Creech, um ex-colega do mesmo curso, disse que Terrell raramente falava na sala de aula, mas "soltava declarações" e às vezes parecia estranhamente zangado. Depois que Terrell deixou seu curso, Johnson disse que posteriormente o encontrou no campus e "transmitiu que era uma pena [ele] ter que deixar o curso", mas que ele entendeu a importância de os alunos precisarem priorizar. De acordo com Johnson, aquele foi seu último encontro com ele antes do tiroteio.  Nick Brooks, um estudante que estava tendo uma pausa de estudo fora da construção do Kennedy quando viu Terrell entrar, reconheceu-o das deslocações diárias na Linha Azul Lynx metro ligeiro ; Brooks ouviu o som de tiros segundos depois. Ele ainda disse que encontrou Terrell em seu complexo de apartamentos NoDa fora da escola, lembrando "Ele estava no elevador e as portas estavam fechando e ele estava apenas olhando para mim. Você poderia dizer que algo estava acontecendo com ele. É como se ele não tivesse emoções. " De acordo com David Spano, o diretor de aconselhamento e serviços psicológicos da universidade, embora seu escritório tivesse uma equipe para monitorar "estudantes preocupados", Terrell não havia sido monitorado em nenhum momento antes de se retirar da universidade.

### Investigação
Depois de ser levado sob custódia, Terrell disse aos repórteres que "apenas entrou em uma sala de aula e atirou nos caras". Ele então teria feito uma confissão completa aos investigadores, dizendo que havia planejado um ataque por alguns meses. Em declarações subsequentes solicitando mandados de busca de um tribunal, o investigador principal, Detetive Brian Koll, da CMPD, escreveu a Terrell "afirmou que vinha planejando este tiroteio por vários meses e descreveu aos detetives onde e como obteve a arma de fogo, pesquisa que realizou sobre tiroteios, e como ele escolheu este local. "  Em sua confissão, Terrell teria feito referência ao tiroteio na Escola Primária Sandy Hook, que fontes policiais disseram que ele havia "pesquisado" longamente. De acordo com as mesmas fontes, ele tinha ido a um campo de tiro para praticar e tinha "pelo menos 10 revistas". Vestido de preto, ele pegou o light rail para o campus no dia do tiroteio, carregando uma mochila; Os investigadores do CMPD pretendiam revisar as imagens de segurança disponíveis ao longo da linha.  Terrell disse aos investigadores que havia entrado no Edifício Kennedy com a intenção de atirar em outras pessoas; antes de atacar, ele carregou sua arma em um banheiro próximo à sala de aula.  Ele supostamente escolheu suas vítimas ao acaso, sem objetivo específico.  De acordo com os mandados de busca da polícia, ele informou aos investigadores que havia usado seu celular Samsung para gravar um vídeo do tiroteio.
Terrell foi acusado de duas acusações de homicídio, quatro acusações de tentativa de homicídio de primeiro grau, quatro acusações de agressão com arma letal com intenção de matar, uma acusação de porte de arma em propriedade educacional e uma acusação de disparo de arma de fogo em propriedade educacional . A polícia revistou seu apartamento no terceiro andar do complexo de apartamentos Novel NoDa no bloco 400 da E. 36th Street em NoDa por volta das 8:00 da tarde de 30 de abril, recuperando um laptop, alvos de papel, três pentes de revólver, seis caixas de munição e um carregador de revistas . A partir de 1º de maio, os investigadores não conseguiram determinar o motivo de suas ações, de acordo com o chefe de polícia do CMPD, Kerr Putney, que disse que os investigadores não acreditavam que outra pessoa estivesse envolvida no tiroteio.

### Argumento de culpa e sentença
Terrell foi formalmente indiciado por um grande júri de 16 membros em 6 de maio de 2019. Em 19 de setembro de 2019, Terrell se declarou culpado de duas acusações de assassinato em primeiro grau, quatro acusações de tentativa de assassinato em primeiro grau e disparo de arma de fogo em propriedade educacional; quatro acusações de agressão foram retiradas.
No tribunal, os advogados de defesa de Terrell testemunharam que Terrell estava sofrendo de estresse com dívidas estudantis e sendo incapaz de encontrar emprego, e que seu autismo o havia deixado obcecado e "pânico" com sua situação. Terrell havia escolhido UNC Charlotte porque estava familiarizado com o campus e estava frustrado por estar em dívida com a universidade. Terrell pediu desculpas às famílias das vítimas, dizendo que "cometeu um erro". Como parte de uma barganha firmada com o promotor distrital do condado de Mecklenburg, ele evitou a pena de morte e foi condenado a duas sentenças consecutivas de prisão perpétua sem possibilidade de liberdade condicional.
Terrell foi transferido para a Prisão Central .

## Rescaldo
UNC Charlotte cancelou todas as atividades universitárias programadas restantes para a noite de 30 de abril e cancelou todos os exames finais que haviam sido programados até domingo, 5 de maio. Todos os outros exames finais pendentes e projetos foram tornados opcionais. Após o tiroteio, o show do Waka Flocka Flame originalmente programado para acontecer no Jerry Richardson Stadium no campus mais tarde naquela noite foi cancelado. Em 1º de maio, aproximadamente 7.500 pessoas participaram de uma vigília no campus. Muitos estudantes buscaram aconselhamento no campus após o tiroteio, com funcionários da universidade dizendo que estavam identificando recursos locais para os alunos quando saíssem do campus para as férias de verão e que continuariam a monitorar os alunos que retornavam no semestre de outono em busca de quaisquer sinais de trauma. Medidas de segurança reforçadas foram implementadas para as cerimônias de início da primavera, incluindo detectores de metal portáteis e de passagem e inspeção de bolsas.
Para homenagear as vítimas e sobreviventes do tiroteio, UNC Charlotte desenvolveu "Niner Nation Remembers", um memorial online permanente e arquivo. A universidade formou ainda uma Comissão de Memória de 14 membros. Liderada por Emily Zimmern, ex-presidente e CEO do Museu Levine de New South, a Comissão incluiu professores, funcionários, ex-alunos e representantes do corpo discente, juntamente com líderes na comunidade da grande Charlotte, o tio de Reed Parlier e dois membros atuais da os funcionários e professores da universidade que estavam na Virginia Tech no momento do tiroteio de 2007 . Entre os objetivos da Comissão estava decidir a melhor forma de homenagear o tiroteio e suas vítimas, junto com a decisão sobre o futuro do Edifício Kennedy, que após o tiroteio e a investigação subsequente foi mantido aberto para o pessoal da universidade. De acordo com Dubois, a comissão começaria buscando contribuições das famílias das vítimas, junto com a realização de sessões públicas com a UNC Charlotte e a comunidade da grande Charlotte.
Na formatura após o tiroteio, a banda de metais de início da UNCC tocou uma seção de "An American Elegy", de Frank Ticheli, uma peça escrita sobre o tiroteio em Columbine High School. Os dois alunos mortos receberam diplomas honorários.
Em 7 de maio, um grupo de alunos da UNC Charlotte apresentou uma lista de demandas em uma reunião do Conselho de Comissários do Condado de Mecklenburg, que incluiu a implementação de um "programa de saída da escola" para alunos que abandonaram as escolas secundárias de Charlotte-Mecklenburg, incluindo entrevistas de saída e assistência no trabalho. O grupo também convocou uma força-tarefa para todo o condado dedicada a estudar e prevenir a violência armada, o investimento do governo local em pesquisas sobre a violência armada e mudanças nas leis sobre armas, como limites impostos à munição comprada de uma só vez. A Remembrance Commission realizou sua primeira reunião em 29 de maio, e Dubois anunciou no dia seguinte que Kennedy 236, onde ocorrera o tiroteio, "não seria usado para nenhum propósito" no ano acadêmico de 2019-20; seu futuro de longo prazo seria decidido em uma data posterior, após recomendações da Comissão de Memória. Dubois disse ainda que um treinamento adicional de segurança será oferecido no semestre do outono de 2019, e que a revisão interna da universidade sobre o tiroteio está "bem encaminhada", juntamente com planos para uma revisão externa.
No dia 20 de maio, uma das vítimas do tiroteio, Riley Howell, que havia morrido ao tentar enfrentar o atirador, foi homenageada pela LucasFilm . Como um fã ávido com profundo conhecimento da tradição de Star Wars, ele foi re-imaginado no cânone como um personagem de Star Wars, referenciado como Mestre Jedi e historiador Ri-Lee Howell no dicionário visual do filme The Rise of Skywalker.

### Resposta
O governador da Carolina do Norte, Roy Cooper, ordenou que todas as bandeiras da Carolina do Norte nos prédios e instalações do estado fossem reduzidas a metade da equipe até o pôr do sol de 3 de maio de 2019, em homenagem às vítimas.
Charlotte Mayor Vi Lyles declarou no Twitter: "Meus pensamentos estão com as famílias daqueles que perderam suas vidas, os feridos, toda a comunidade UNCC e os corajosos primeiros respondentes que entraram em ação para ajudar os outros."
A Diocese Católica Romana de Charlotte anunciou que os serviços de oração em homenagem às vítimas seriam realizados na Igreja de São Tomás de Aquino e na Igreja de São Gabriel. A Igreja de São Tomás de Aquino doou 1.700 velas para a vigília no campus.
Lucasfilm homenageou Riley Howell, um estudante que morreu no tiroteio, nomeando um Jedi em sua homenagem em seu livro Star Wars: The Rise of Skywalker - O Dicionário Visual . O livro credita a "Ri-Lee Howell" a coleta de "muitos dos primeiros relatos de exploração e codificação da Força".